# Charles A. Coulombe
Roy-Charles A. Coulombe KCSS, ameriški pisatelj, zgodovinar in novinar, * 8. november 1960, Manhattan, New York, ZDA.
Občasno ukvarja z znanstvenimi raziskavami in predavanji o nadnaravnem. Znan je tudi kot velik zagovornik monarhije.

## Zgodnje življenje in izobrazba
Coulombe se je rodil v New Yorku, kjer sta bila rojena tudi njegova mama in starejši brat. Njegov oče je bil francosko-kanadskega porekla, čeprav je bila njegova družina že od 1880. let nastanjena v Novi Angliji. Kot otrok je s starši živel v hiši televizijskega parapsihologa Jerona Criswella Kinga, prek katerega je spoznal režiserja Eda Wooda. Pri šestih letih se je družina preselila v Hollywood v Kaliforniji. Tam je obiskoval losangeleške župnijske šole, nato vojaški inštitut v Novi Mehiki ter kalifornijsko državno univerzo v Northridgeu, kjer je diplomiral iz politologije.
Izobraževal se je tudi na Mednoarodnem teološkem inštitutu v Avstriji.

## Kariera
Potem ko je kot stand-up komik tri leta preživel na Sunset Stripu v hollywoodskem Sunset Boulevardu, je Coulombe napisal svojo prvo knjigo Everyman Today Call Rome, v kateri gleda na Rimskokatoliško cerkev z vidika človeka, ki še ni dopolnil trideset let. Leta 1990 je objavil izbor svojih pesniških del v reviji The White Cockade. Njegovo delo je bilo objavljeno v več kot 20 različnih revijah, vključno z rednimi kolumnami v avstralskem Fidelityju, londonskem PRAGu, Monarchy Canada in louisianskem Creoleu. Postal je urednik in redni filmski ocenjevalec za National Catholic Register, pogosto pa je sodeloval tudi pri mnogih publikacijah, med drugim Success, Catholic Twin Circle, Gnosis, FATE in New Oxford Review.
Predavanja o najrazličnejših verskih, političnih, zgodovinskih in literarnih temah so ga popeljala po Združenih državah Amerike, Kanadi, Avstraliji in Novi Zelandiji. Avgusta 1992 je predaval tudi na Oxfordski univerzi v Angliji. Oktobra 1993 se je odpravil na predavateljsko turnejo po Irski, Škotski in Angliji. Leto kasneje se je vrnil v Avstralijo in Novo Zelandijo, leta 1995 pa je predaval na univerzah v Oxfordu in Cambridgeu. Coulombe je večkrat predaval na Univerzi v Južni Kaliforniji o zgodovini rokenrola in v Clevelandu na Univerzi Johna Carrolla o srednjeveški monarhiji. Postal je svetovalec za medije o zadevah, povezanih s katolicizmom, zlasti o zgodovini papeštva.
Coulombe je strokovnjak za blaženega Karla I. Avstrijskega, o katerem je napisal podrobno biografijo.

### Nagrade
Coulombe je od papeža Janeza Pavla II. prejel pohvalo za knjigo Vicars of Christ: A History of the Popes in bil za zasluge pri Svetem sedežu nagrajen s položajem viteza komturja papeškega reda sv. Silvestra. Kasneje je za medije ABC News, Fox News in BBC opravil intervju ob pogrebu Janeza Pavla II. ter izvolitvi Benedikta XVI. Coulombe je leta 1992 od inštituta Christian Law Institute prejel novinarsko nagrado Christ King.

## Politika

### Monarhizem
Coulombe je ameriški delegat v velikem svetu Mednarodne monarhistične zveze s sedežem v Angliji in je tudi član tako Katoliškega pisateljskega ceha Velike Britanije (The Keys) kot tudi Kraljeve družbe Stuartov. Je tudi ustanovni član upravnega odbora rimskokatoliške fundacije Queen of Angels s sedežem v Los Angelesu. Leta 1995 v Južni Kaliforniji je Coulombe kot predstavnik Mednarodne monarhistične zveze spoznal Mwamija Kigelija V. Februarja 2001 je kot zagovornik monarhije prisostvoval v debati zveze Oxford Union na univerzi v Oxfordu.
Coulombe je član katoliške laične skupnosti Gebetsliga, 23. novembra 2024 je postal častni član češke politične stranke Koruna Česká, hkrati pa je tudi častni član Hrvaškega kraljevega sveta.

### Ameriška politika
Coulombe je podpornik Ameriške solidarne stranke in je nasprotoval ustavni obtožbi Donalda Trumpa.